# Нервова регуляція
Нервова регуляція — це регуляція діяльності організму за допомогою нервових імпульсів, що здійснюють швидкий, конкретний і короткочасний вплив на органи, і має рефлекторний характер.
Інформація передається по аксонах у вигляді електричних імпульсів (хімічна передача — у синапсах). Передача інформації до головних центрів НС з усіх ділянок організму дуже швидка (за частки секунди). Відповідь наступає одразу, вона короткочасна, чітко локалізована. Відповідь йде до робочих органів та систем у вигляді збуджувальних або гальмівних імпульсів. Нервові і гуморальні процеси тісно взаємопов'язані. НС впливає на утворення біологічно активних речовин, надходження їх у кров, лімфу, тканинну рідину та на їхнє перенесення цими рідинами, тобто вона впливає на функції залоз внутрішньої секреції. Гуморальна регуляція підпорядковується нервовій і становить з нею єдину систему нейрогуморальної регуляції. У людини нервова регуляція, як і у тварин, має рефлекторний характер.